# I. László havasalföldi fejedelem
I. László, románosan I. Vladiszláv, más néven Vlaicu Vodă (1325 – 1377) Havasalföld fejedelme volt 1364 és 1377 között.
A Basarab-ház tagja volt, nemzetisége is ennél fogva valamilyen török etnikumú lehetett, a legvalószínűbb, hogy kun, amelyre engednek a feljegyzések is következtetni, ahol a külsejét szemléltetik. Apja Miklós Sándor vajda, anyja Lackfy Mária, vagy Dobokay Mária, testvére I. Radu volt. Magyar fennhatóság alatt uralkodott: Nagy Lajostól hűbérül megkapta Szörény várát, Omlást és Fogarast.
Az ő idejéből maradt fönn az államszervezet létére utaló első, latin nyelvű oklevél és pénzérme. Az 1365 körül veretett érmék (az első román ezüstpénzek) súlya 0,35 – 1,05 gramm között volt.
Havasalföld címerének első ismert előfordulása egy Vladislav által 1368. január 20-án kibocsátott oklevélen található. Ezen egy sas látható, jobboldalt kereszttel, baloldalt csillag és újholddal, az egész egy régi francia típusú pajzsban.
1369-ben Vladiszláv  hűbérurául ismerte el I. Lajos magyar királyt; cserébe megkapta a Szörényi bánságot, valamint Omlás és Fogaras vidékét. 1372-ben társuralkodóvá tette testvérét, Radut. Ő alapította a Vodița kolostort, valamint a Tismana és Cotmeana kolostorokat. 1369-ben a fejedelemség fővárosát Câmpulungról Argyasudvarhelyre (Curtea de Argeș) költöztette.
A magyar királytól kapott adományok ellenére nem volt hálás neki, s törekedett a magyar függés lerázására. Ezért a törököknél keresett támogatást (ami végső soron nagy hibának bizonyult), s Lajos király 1375-ös törökellenes háborújában a törököket támogatta. Garai Miklós viszont legyőzte az oszmán és bolgár segédcsapatoktól támogatott seregét.
Alexandru Davila színdarabot írt róla Vlaicu Vodă címmel.

## Fordítás
- Ez a szócikk részben vagy egészben a Vladislav I al Țării Românești című román Wikipédia-szócikk ezen változatának fordításán alapul.  Az eredeti cikk szerkesztőit annak laptörténete sorolja fel. Ez a jelzés csupán a megfogalmazás eredetét és a szerzői jogokat jelzi, nem szolgál a cikkben szereplő információk forrásmegjelöléseként.